# John Smith Archibald
Pour les articles homonymes, voir Archibald.
John Smith Archibald (né en Écosse le 14 décembre 1872 - décédé le 2 mars 1934 à Montréal à l'âge de 61 ans) est un architecte canadien.

## Biographie
D'origine écossaise, John Smith Archibald arrive à Montréal en 1893. Il travaille comme architecte en chef dans le cabinet d'Edward Maxwell.
Économe et entreprenant, il construit plusieurs hôtels pour le Canadien National. Il planche aussi sur plusieurs projets montréalais dont l'école secondaire Baron Byng, le temple maçonnique de Montréal, le Forum de Montréal, l'ancienne église Emmanuel Congregational (maintenant partie de la Maison-Alcan) et l'École technique de Montréal (maintenant partie du Complexe des sciences Pierre-Dansereau,.
John Smith Archibald est membre de l'Institut royal d'architecture du Canada, qu'il préside en 1924.

## Œuvres
Ses œuvres sont fortement teintes d'un attachement à la symétrie.[réf. nécessaire]

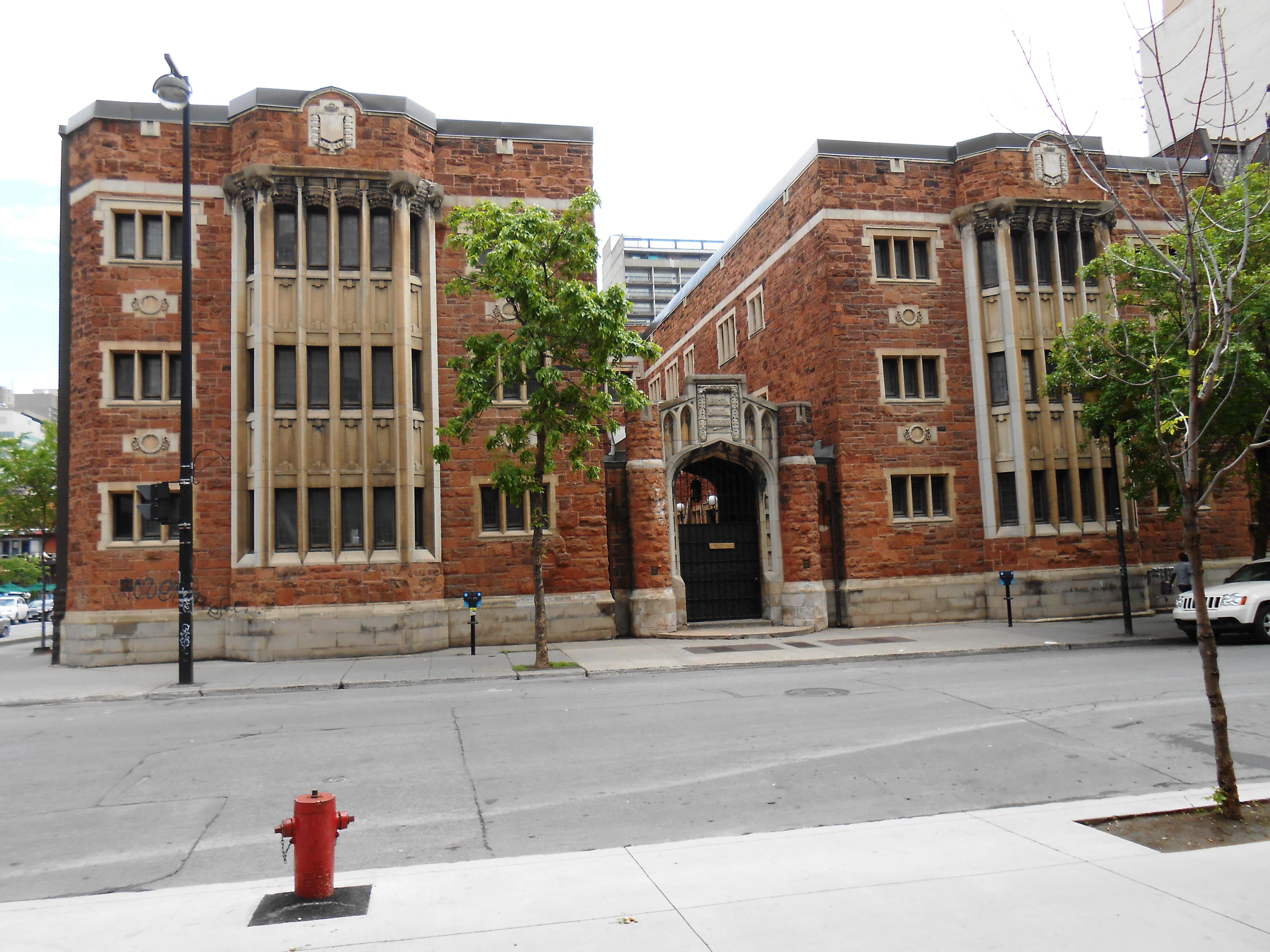
Bishop Court
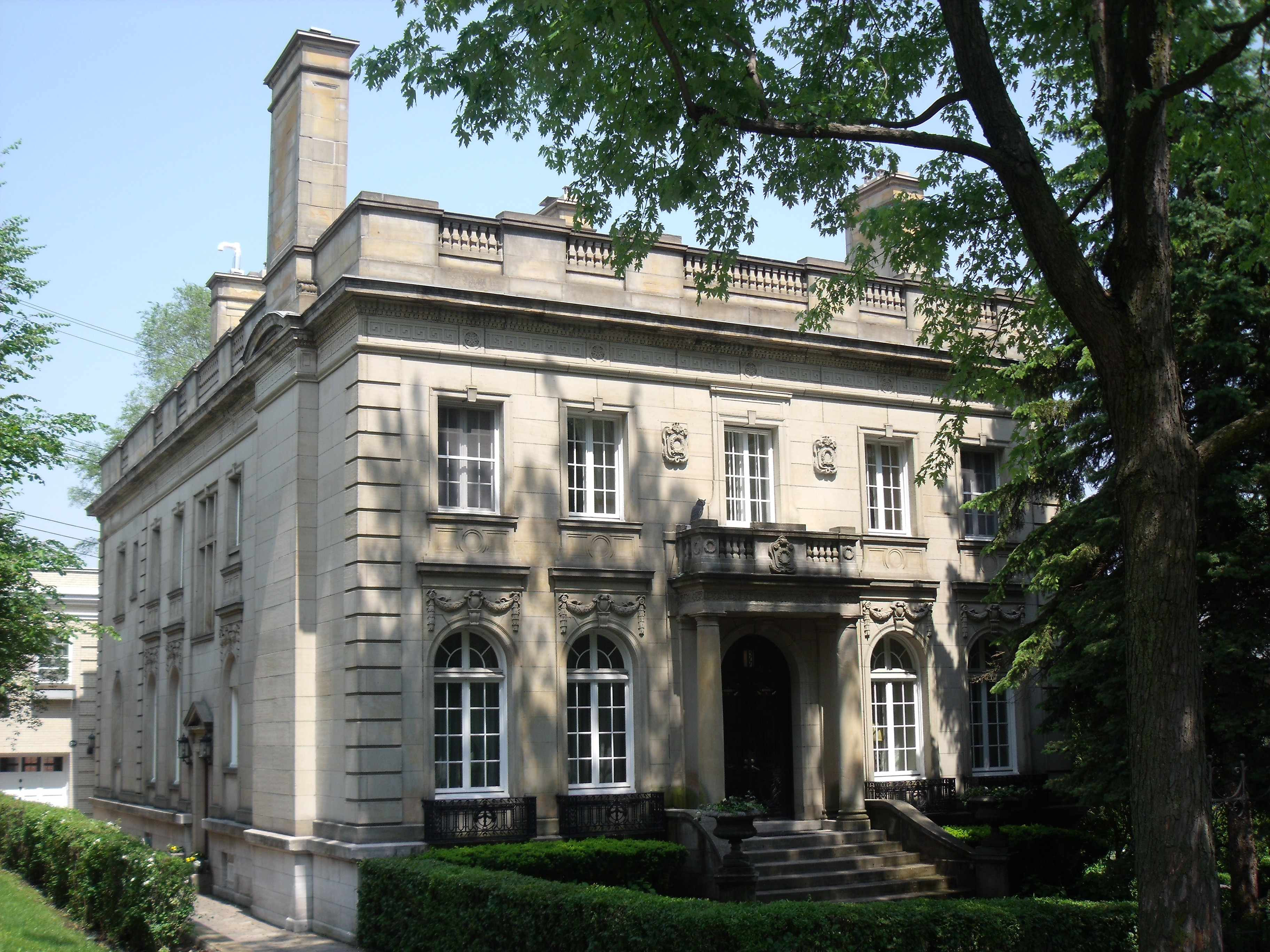
Rabinovitch
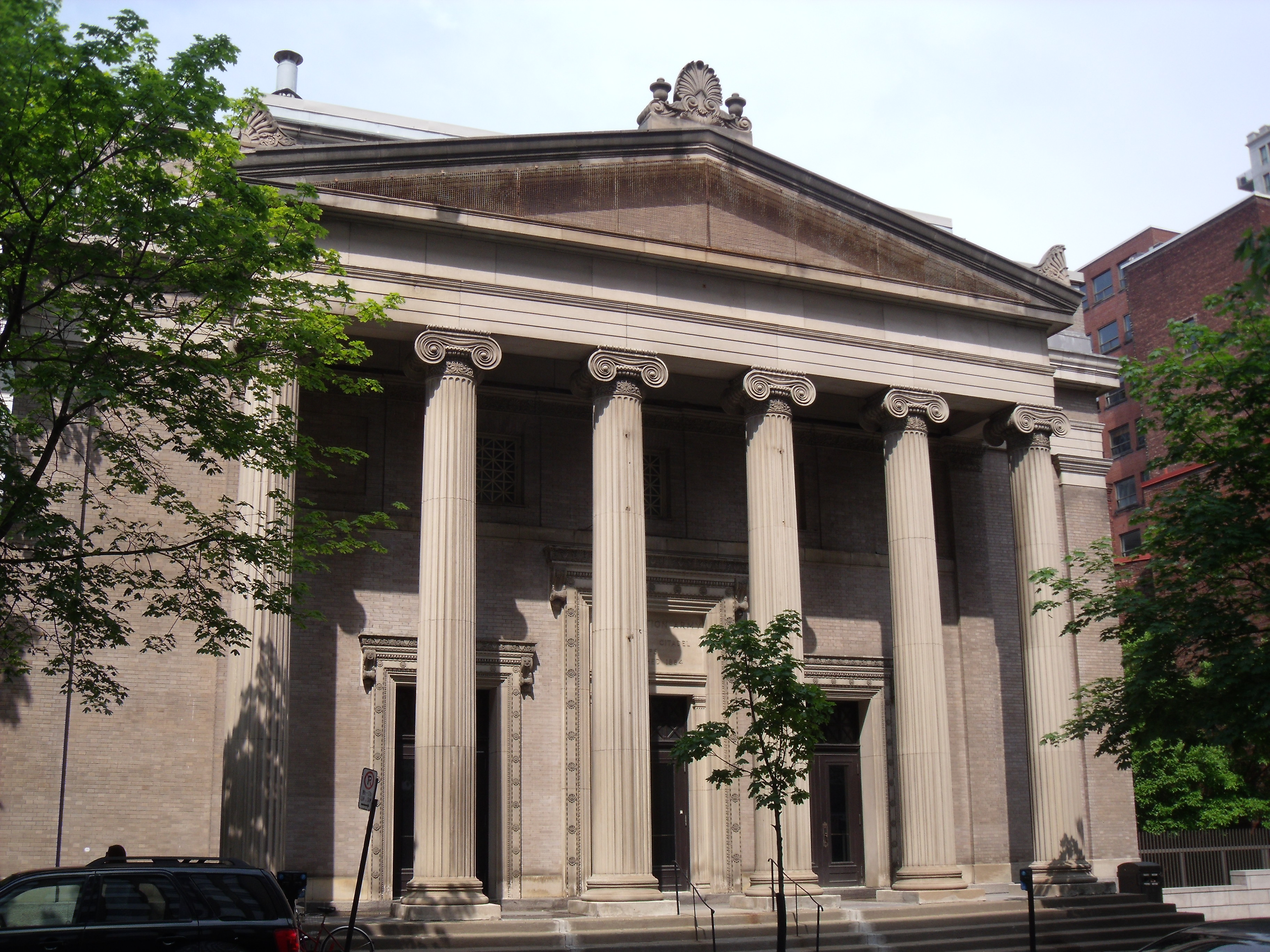
Emmanuel Congregational/Citadelle de l'Armée du Salut
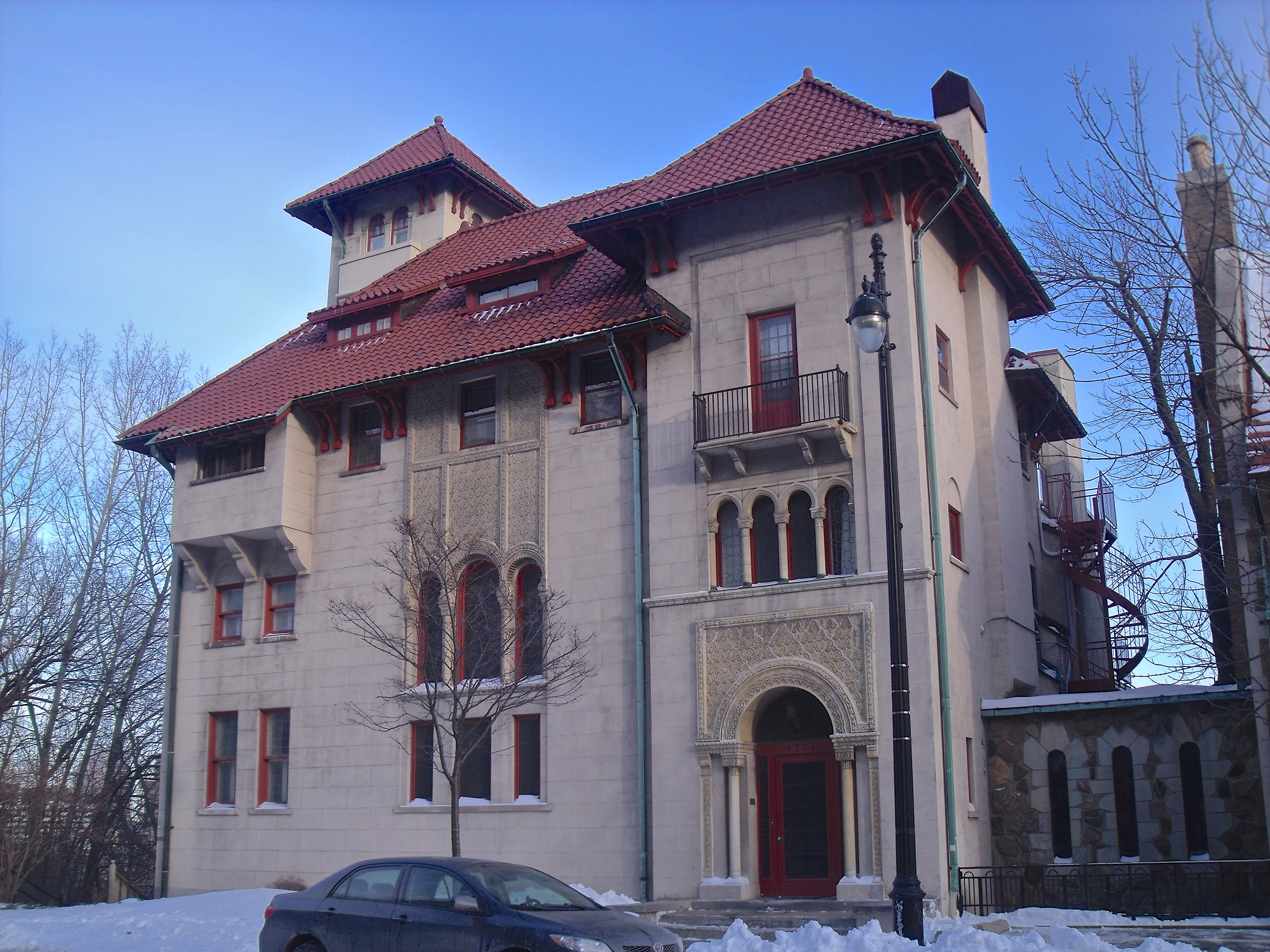
Clarence de Sola
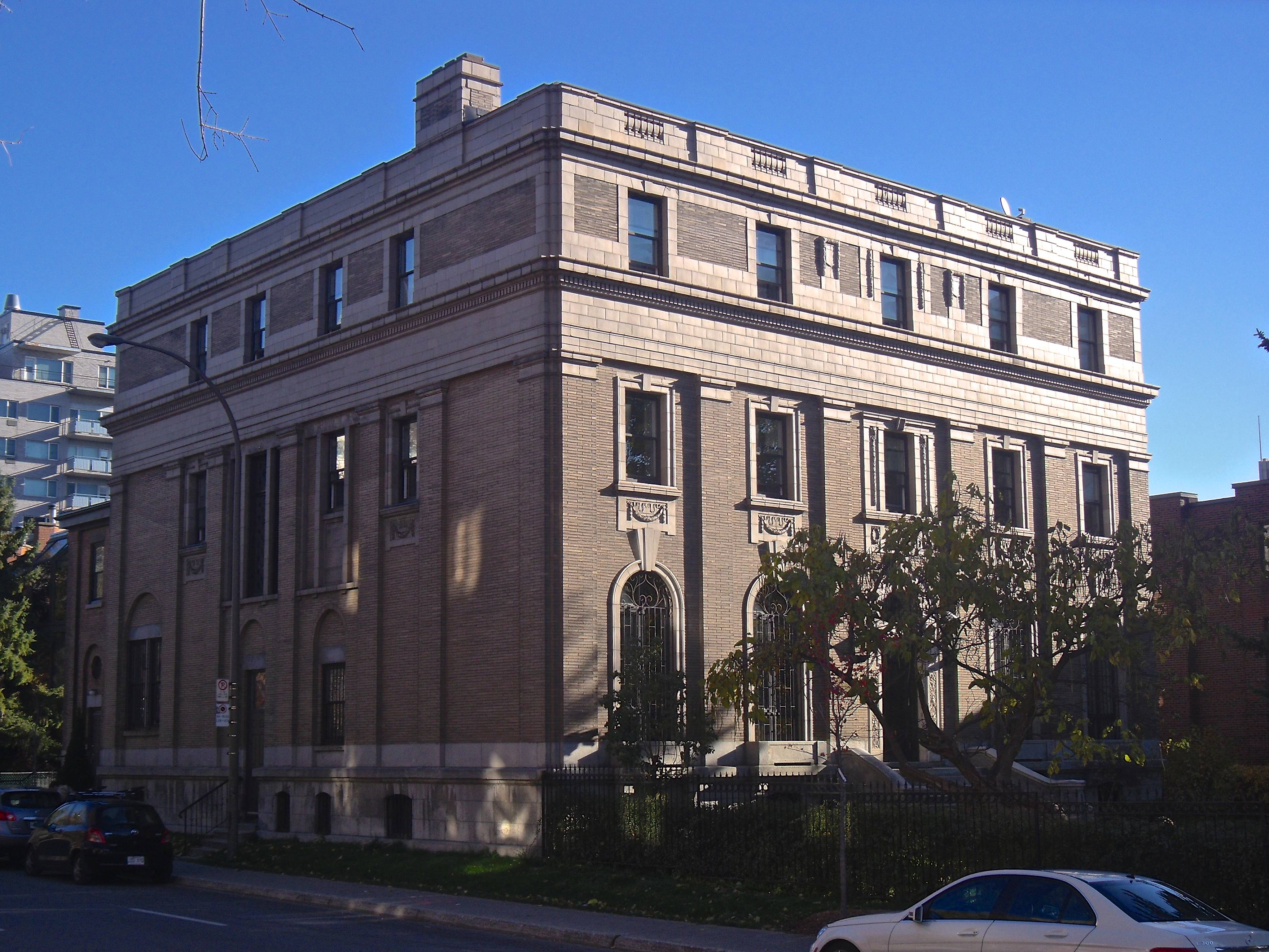
Joseph-Marcelin Wilson
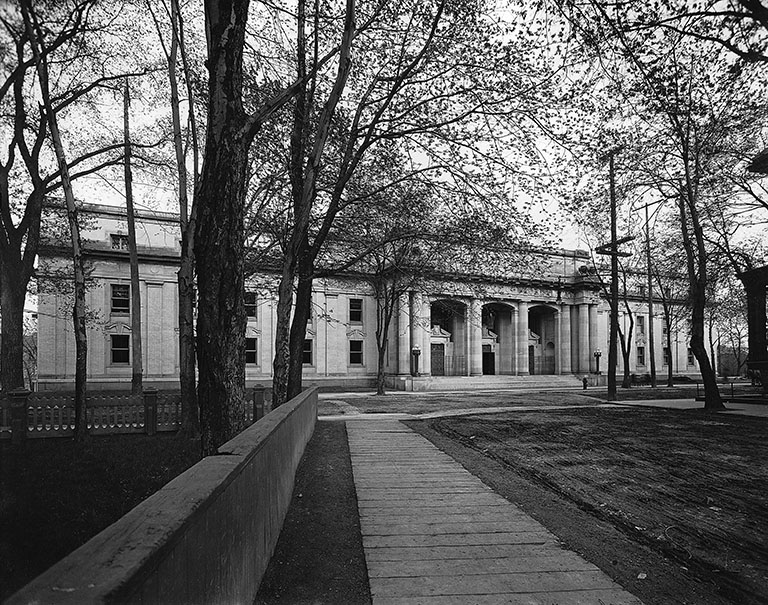
École technique